# Ehrenschutz (Deutschland)
Als Ehrenschutz bzw. Schutz der persönlichen Ehre wird in Deutschland die rechtliche Absicherung der persönlichen Ehre als Ausfluss des allgemeinen Persönlichkeitsrechts bezeichnet. Das Recht der persönlichen Ehre bildet gemäß Artikel 5 Absatz 2 des Grundgesetzes für die Bundesrepublik Deutschland (GG) eine Schranke der Grundrechte aus Art. 5 Abs. 1 GG, der Meinungs-, Informations-, Presse-, Rundfunk- und Filmfreiheit.
Ehre im rechtlichen Sinn ist der aus dem sittlichen und sozialen Persönlichkeitswert entspringende Achtungsanspruch eines Menschen, seine Würde und Geltung in der Gesellschaft.

## Medienrecht
Die Grundrechte aus Art. 5 Abs. 1 GG setzen sich bei zulässigen Äußerungen in der Berichterstattung gegenüber dem Ehrenschutz durch. Der Ehrenschutz hat gegenüber diesen Grundrechten vor allem dann im Ergebnis zurückzustehen, wenn es sich bei der konkreten Äußerung um keinen Fall einer Schmähkritik handelt. Denn selbst eine überzogene und ausfällige Kritik macht für sich genommen eine Äußerung noch nicht zur Schmähkritik. Eine herabsetzende Äußerung nimmt erst dann den Charakter einer Schmähung an, wenn in ihr nicht mehr die Auseinandersetzung in der Sache, sondern die Diffamierung der Person im Vordergrund steht. Der Begriff ist eng auszulegen. Die Grenze zur Schmähkritik ist nicht überschritten, wenn aus der Äußerung nicht erkennbar ist, dass die Kritik an der Person das sachliche Anliegen vollständig in den Hintergrund treten lässt. Bei der Bestimmung der Grenze zur Schmähkritik ist die Sach- und Verfahrensbezogenheit der Äußerung zu berücksichtigen. Ehrbeeinträchtigungen müssen gegenüber der Meinungsäußerungsfreiheit in der Regel dann zurücktreten, wenn der Vorwurf Teil einer umfassenderen Meinungsäußerung ist, die der Durchsetzung legitimer eigener Rechte im gerichtlichen Verfahren dient und jedenfalls aus Sicht des Äußernden nicht völlig aus der Luft gegriffen ist. Zudem ist ein Richter schon von Berufs wegen in der Lage und auch gehalten, überpointierte Kritik an seiner Arbeit beim „Kampf um das Recht“ auszuhalten.